# Echinocereus rayonesensis
Echinocereus rayonesensis là một loài thực vật có hoa trong họ Cactaceae. Loài này được N.P.Taylor mô tả khoa học đầu tiên năm 1988.